# Sverre Rotevatn
Sverre Rotevatn (né le 17 janvier 1977 à Lillehammer) est un ancien spécialiste norvégien du combiné nordique. Il a été champion du monde à Lahti en 2001 dans l'épreuve par équipe.

## Biographie
Il remporte en 1996 lors des Championnats du monde junior sa première médaille par équipes. Dans la foulée, il fait ses premières apparitions en coupe du monde B. Il signe son premier podium dans cette compétition en 1998 à Klingenthal. En 2000, il termine second au classement général de cette compétition. La saison suivante il participe à la coupe du monde où il se classe 22e du général. Toujours en 2001, il participe aux trois épreuves des championnats du monde de Lahti et il remporte le titre par équipe. En 2002, il participe aux trois épreuves des jeux olympiques de Salt Lake City. Il termine 13e du sprint, 36e de l'individuel et 5e du par équipe. Cette même année, il remporte la coupe du monde B et il termine 2e du championnat de Norvège à 58 s de Jan Rune Grave. Sverre Rotevatn met fin à sa carrière après la saison 2003-2004. En 2011, il est nommé chef du combiné nordique norvégien,.

## Palmarès

### Jeux olympiques d'hiver
Il participe aux trois épreuves des Jeux olympiques de Salt Lake City. Il termine 13e du sprint, 36e de l'individuel et 5e de la compétition par équipes.

### Championnats du monde
- Championnats du monde de 2001 à Lahti  Finlande:
  -  Médaille d'or par équipe

### Championnats du monde junior
- Championnats du monde junior de ski nordique 1996 (pl)
  -  Médaille d'or par équipe avec Preben Fjære Brynemo et Kristian Hammer

### Coupe du monde

#### Résultat
- Meilleur résultat individuel : 8e à Schonach en 2002

#### Différents classements en coupe du monde
| Année     | Classement général final |
| 2000-2001 | 22e                      |
| 2001-2002 | -                        |
| 2002-2003 | 30e                      |
| 2003-2004 | 43e                      |

### Coupe continentale

#### Différents classements en coupe continentale
| Année | Classement général final |
| 1996  | 68e                      |
| 1997  | 41e                      |
| 1998  | 8e                       |
| 1999  | 26e                      |
| 2000  | 2e                       |
| 2001  | -                        |
| 2002  | 1er                      |
| 2003  | -                        |
| 2004  | 18e                      |

#### Détails des podiums
| Nr | Date             | Lieu          | Épreuve             | Position | Écart   | Vainqueur          |
| -- | ---------------- | ------------- | ------------------- | -------- | ------- | ------------------ |
| 1  | 8 janvier 1998   | Klingenthal   | Gundersen K80/15 km | 3        | ?       | Thorsten Schmitt   |
| 2  | 11 janvier 1998  | Reit im Winkl | Sprint K90/7.5 km   | 2        | ?       | Tsugiharu Ogiwara  |
| 3  | 10 décembre 1999 | Taivalkoski   | Gundersen K90/15 km | 2        | ?       | Kristian Hammer    |
| 4  | 7 mars 2002      | Lake Placid   | Sprint K120/7.5 km  | 2        | +30.8 s | Wilhelm Denifl     |
| 5  | 7 janvier 2003   | Štrbské Pleso | Sprint K90/7.5 km   | 2        | +7.4 s  | Frédéric Baud      |
| 6  | 22 janvier 2003  | Klingenthal   | Gundersen K80/15 km | 3        | +30.3 s | Kevin Arnould      |
| 7  | 23 janvier 2003  | Klingenthal   | Sprint K80/7.5 km   | 2        | +6.4 s  | Mikko Keskinarkaus |

### Championnat de Norvège
- Il finit 2e du gundersen en 2002. Sur cette même épreuve, il termine 8e en 1999, 5e en 2001, 7e en 2003 et 4e en 2004.
- Il termine 3e du sprint en 2001, du sprint en 2002 et du par équipes en 2003.